# Timmersdala kyrka
Timmersdala kyrka är en kyrkobyggnad som sedan 2002 tillhör Bergs församling (tidigare Timmersdala församling) i Skara stift.  Den ligger i Timmersdala kyrby i Skövde kommun.

## Kyrkobyggnaden
Det är påfallande vad lika till sin exteriör kyrkorna i Billingetrakten ter sig enligt Johan Peringskiölds teckningar utförda under hans vistelse i bygden någon gång under 1600 eller 1700-talet. Timmersdala ursprungliga medeltidskyrka utgör inget undantag. Den var troligen uppförd under 1200-talet och bestod av ett långhus och ett kor öster med rakslutande korvägg. Ett mindre högt sittande romanskt dubbelfönster på långhusets sydsida i släppte in lite sparsamt ljus i kyrkorummet, i likhet med två mindre rektangulära fönsteröppningar å korets södra och östra sida. Längre fram i tiden hade ett vapenhus uppförts på sydsidan, förmodligen även en sakristia i norr. I likhet med omkringliggande kyrkor från samma tid saknade kyrkan tornbyggnad. Kyrkklockorna hängde i en klockstapel,som var inklädd med bräder och betäckt med spån. Stapeln var försedd med en pyramidformad spira krönt av ett kors. 1833 träffades kyrkan av ett blixtnedslag och ödelades av brand. Kyrkan återuppbyggdes på de kvarvarande murarna och kunde tas i bruk och invigas 1835. Den återuppbyggda kyrkan består förutom av långhuset av ett tresidigt kor i öster och en sakristia på norra sida i anslutning till koret. I väster är vapenhuset beläget. Över västra delen av kyrkobyggnaden är klocktornet uppbyggt. Tornet med ljudluckor i de fyra väderstrecken är försett med en lanternin med spetsgavlar och en spira krönt av ett kors. I tornet finns två klockor. Eftersom båda klockorna skadades vid kyrkbranden omgöts den stora klockan 1835 och den lilla klockan 1864. Kyrkans interiör präglas inte helt oväntat av 1800-talets nyklassicistiska stil som kännetecknas av ljus och rymd.

## Interiör
- Altaruppställningen med sina pilastrar som bär upp ett trekantigt överstycke med strålar som utgår från Guds allseende öga omramar en sentida altartavla som tillkom 1922. Tavlan som är utförd av Anna Schwab är en kopia den holländske konstnären Martin Pepijn. Motivet är "Jesus frambärs i templet".
- Altarringen är femsidig och prydd med odekorerade speglar.
- Predikstolen skall enligt uppgift vara flyttad från Lerdala kyrka. Den femsidiga korgen bär även denna i harmoni med altarringen odekorerade speglar.
- Dopfunten i trä är tillverkad 1922 av Verner Håkansson. På väggen intill funten hänger en målning  utförd 1975 av Karl-Olov Steen med tema "Kristus tar emot barnen".
- Öppen bänkinredning.
- Läktare med odekorerade speglar.
- Läktarorgel.